# Clay Ketter
Pour les articles homonymes, voir Ketter.
Clay Ketter, né à Brunswick (États-Unis) en 1961, est un peintre et photographe américain. Il vit et travaille à Lilla Uppärka en Suède depuis les années 1980.

## Biographie
En Suède, il est reconnu pour être l'un des peintres les plus importants du pays. Il a réalisé un grand nombre d'expositions personnelles et de groupe, en Europe et aux États-Unis.
Il est représenté par la Galerie Daniel Templon à Paris et Bruxelles.  
Il a reçu le 3e prix du Carnegie Art Award en 1999.